# Less Than Kin
Less Than Kin er en amerikansk stumfilm fra 1918 af Donald Crisp.

## Medvirkende
- Wallace Reid - Hobart Lee / Lewis Vickers
- Ann Little - Nellie Reid
- Raymond Hatton - James Emmons
- Noah Beery - Cortez
- James Neill - Nunez